# Orla (powiat krotoszyński)
Orla – wieś (dawniej miasto) w Polsce położona w województwie wielkopolskim, w powiecie krotoszyńskim, w gminie Koźmin Wielkopolski.
Orla uzyskała lokację miejską przed 1300 rokiem, zdegradowana przed 1350 rokiem. W okresie Wielkiego Księstwa Poznańskiego (1815-1848) miejscowość należała do wsi większych w ówczesnym pruskim powiecie Krotoszyn w rejencji poznańskiej. Orla należała do okręgu koźmińskiego tego powiatu i stanowiła odrębny majątek, którego właścicielem była wówczas Kozierowska. Według spisu urzędowego z 1837 roku wieś liczyła 258 mieszkańców, którzy zamieszkiwali 21 dymów (domostw). Do majątku Orla przynależały wówczas także: posada Kłodka (13 osób w jednym domu), Kirkowisko (8 osób w jednym domu), wieś Cegielnia (18 domów, 144 mieszk.) oraz folwark Mogiłka (3 domy, 22 mieszk.).
W latach 1975–1998 miejscowość położona była w województwie kaliskim.

## Zabytki
- cmentarz żydowski, k. XVIII-XX, nr rej.: 838/Wlkp/A z 18.05.2011
- pałac w Orli, 1849, nr rej.: 494/A z 20.10.198[7]

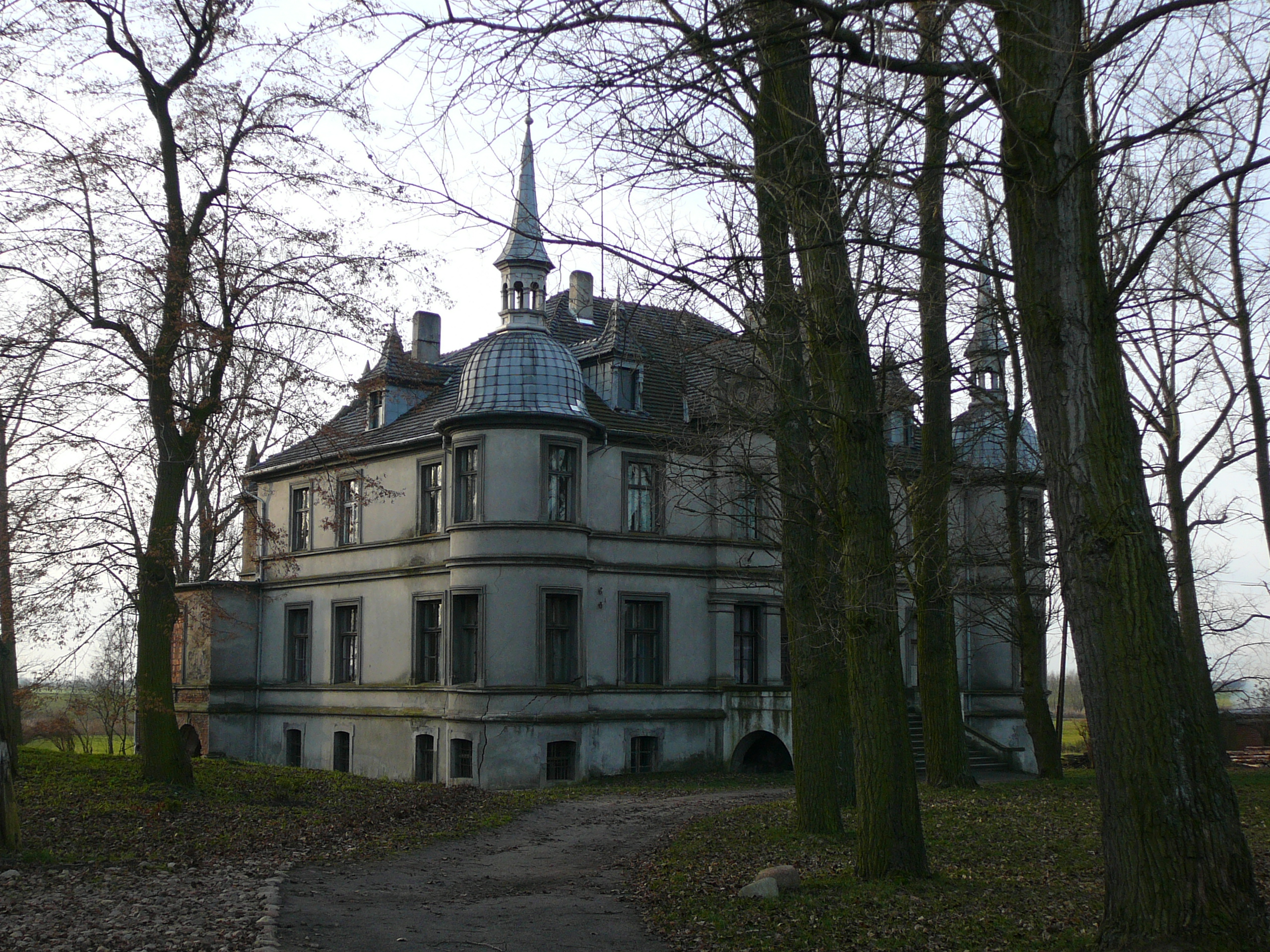
Pałac przed remontem (listopad 2009)
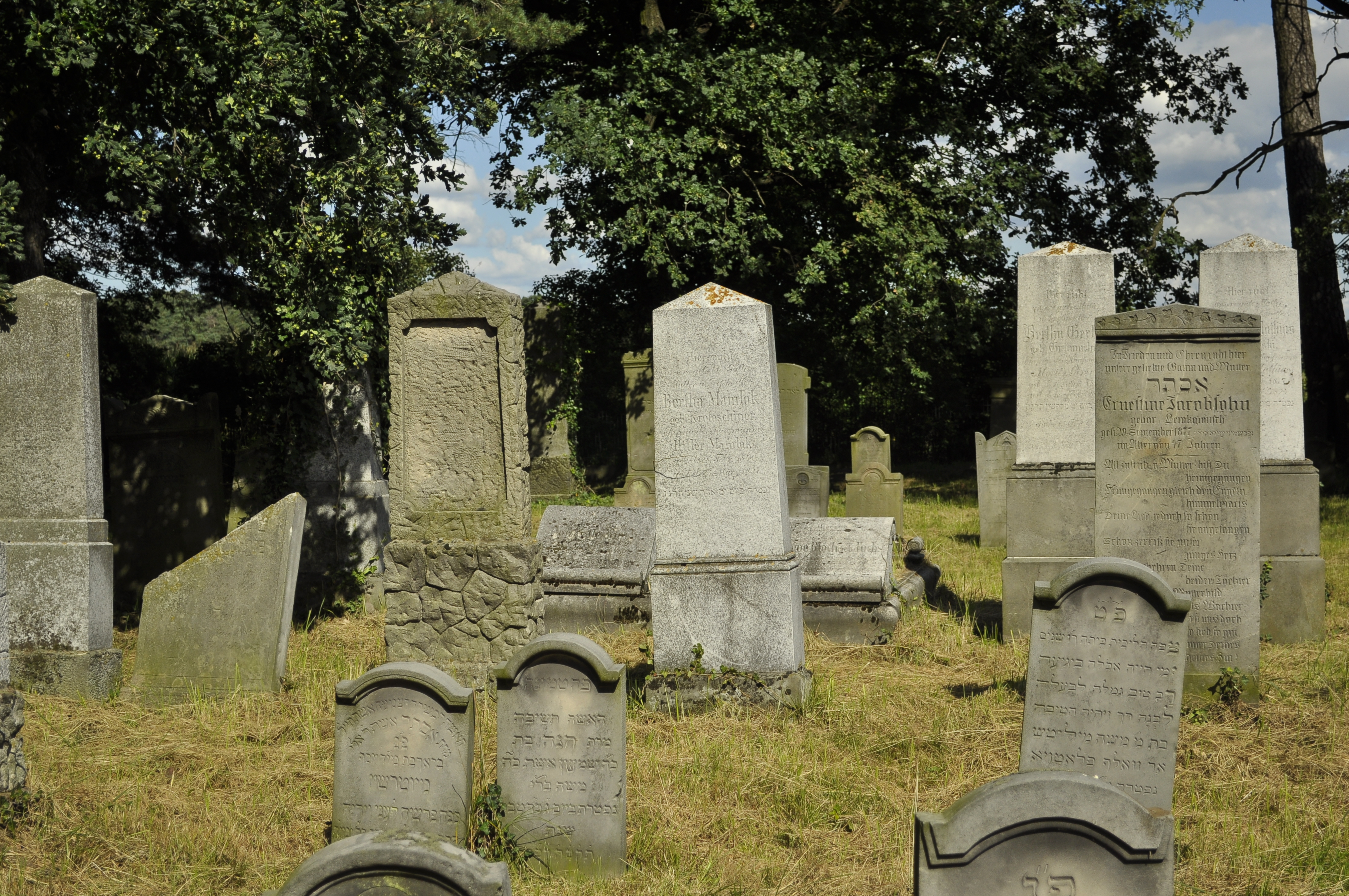
Cmentarz żydowski